# Ноллендорф-плац

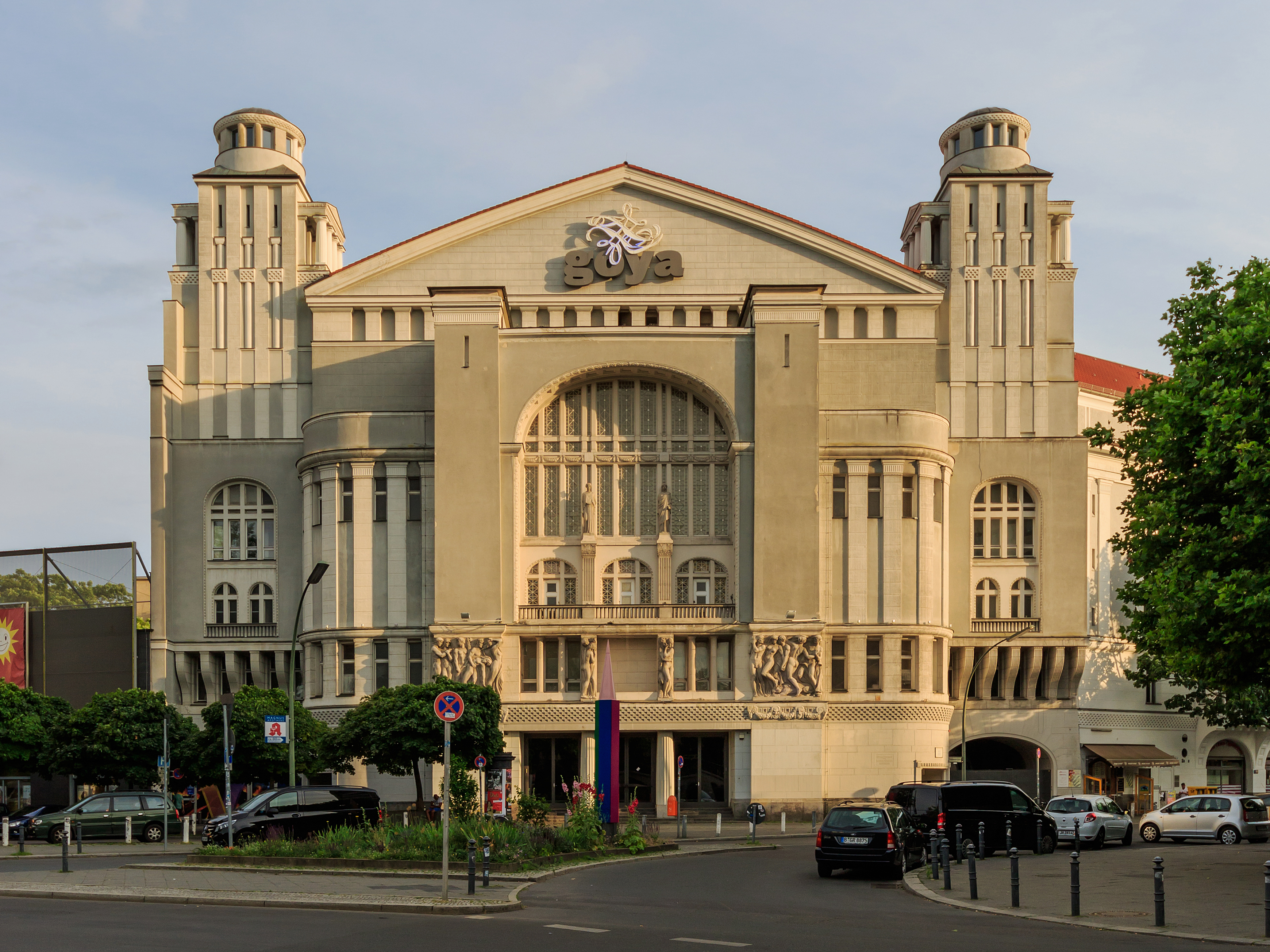
«Goya» на Ноллендорф-плац

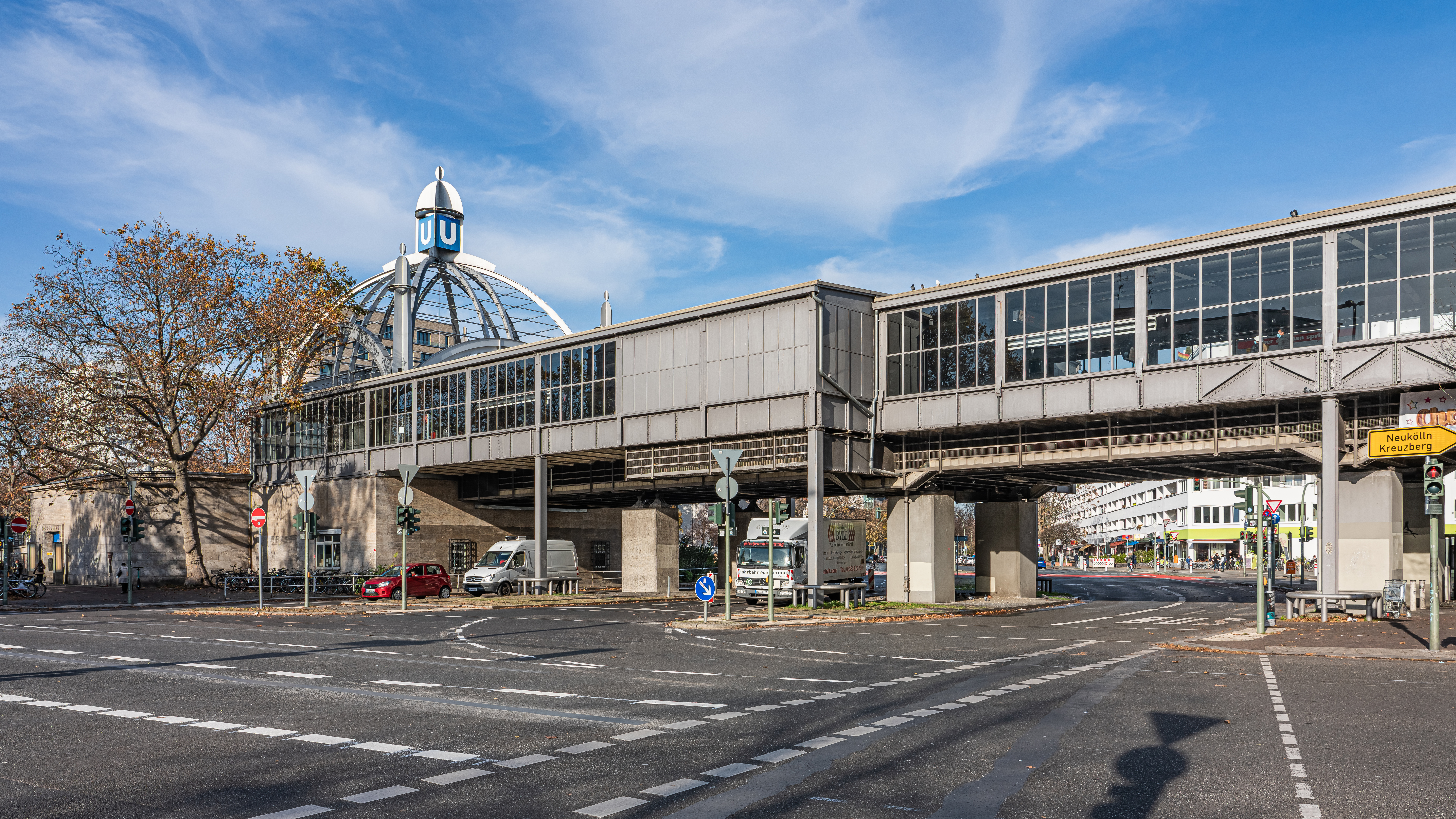
Вокзал Ноллендорф-плац — один з найстаріших в Берліні

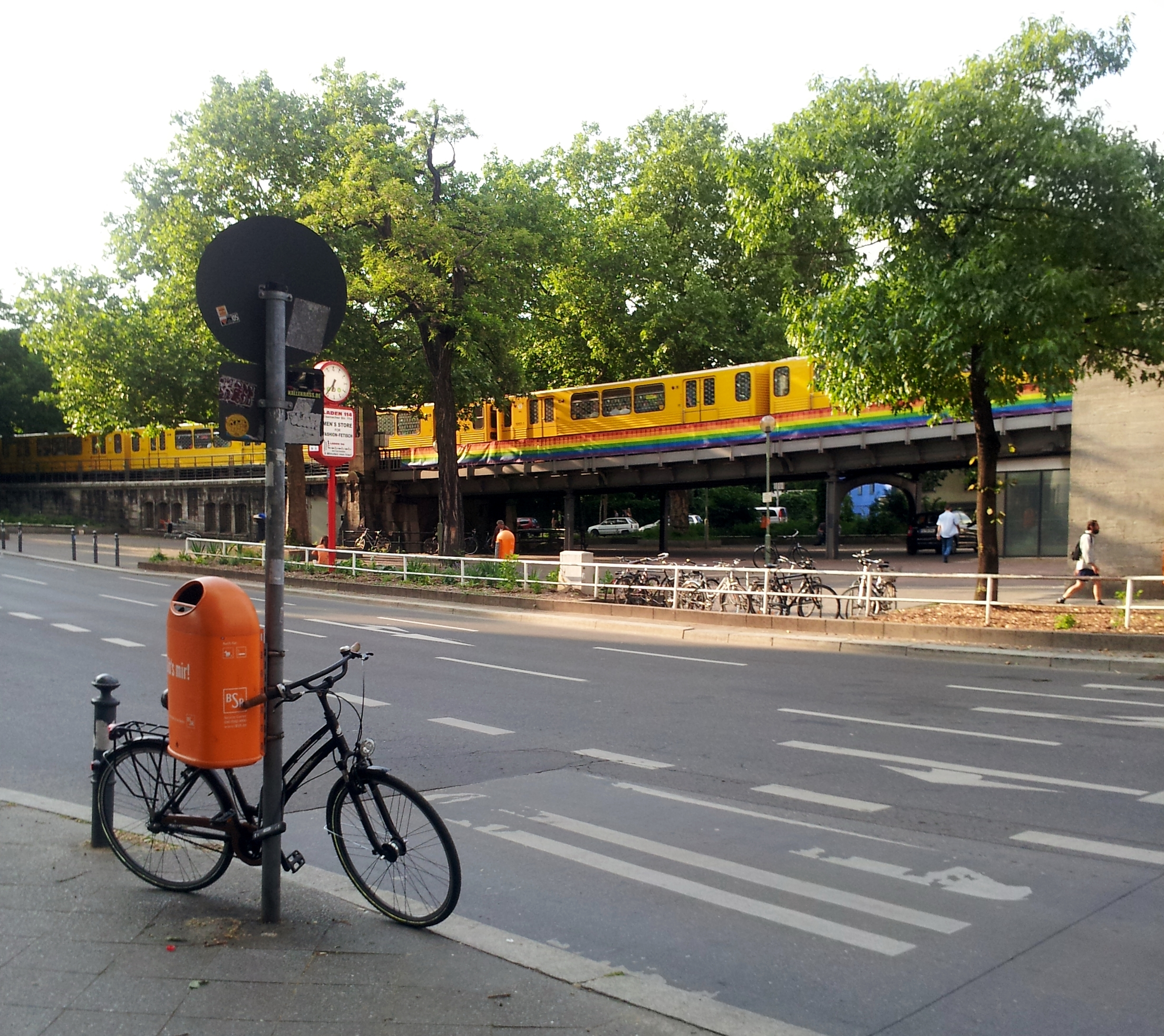
Під час прайду Ноллендорф-плац прикрашається райдужними прпорами.

Ноллендорф-плац (нім. Nollendorfplatz), що також у повсякденній мові берлінців називається просто Ноллі (нім. Nolli) — площа в берлінському районі Шенеберг та один з найвідоміших гей-кварталів міста.

## Історія назви
Власне площа була закладена у 1880 році, проте свою назву вона дістала 27 листопада 1864 року на честь битви під Кульмом і Ноллендорфом, що відбулася 29-30 серпня 1813 року у рамках визвольної війни проти Наполеона. Місто Ноллендорф (нім. Nollendorf, чеськ. Nakléřov) розташоване в Богемії. До перейменування Ноллендорф-плац був частиною вулиці Гюртель-штрасе (нім. Gürtelstraße). Західна частина Ноллендорф-плац до 1938 року відносилася до Шарлоттенбурга.

## Околиці
На площі находиться побудований у 1906 році «Будинок Актора», в якому пізніше розташовувався Metropol-Theater. Сьогодні у будівлі знаходиться культурно-розважальний центр «Goya». Будівля є найпримітнішою з усіх будівель площі.
У будинку номер 1 на вулиці Маасен-штрасе (нім. Maaßenstraße) прямо на Ноллендорф-плац у 1886 році народився відомий диригент Вільгельм Фуртвенглер. У кварталі, розташованому поряд з площею, знаходиться відома берлінська мовна школа «Хартнакшуле», що має майже вікову історію.

## Вокзал Ноллендорф-плац
Зведений у 1902 році вокзал Ноллендорфплатц обслуговується сьогодні лініями U1, U2, U3 та U4 Берлінського метрополітену. Вокзал складається з наземної частини, де зупиняються потяги лінії U2, і дворівневої підземної частини (лінії U1, U3 і U4). Обидва підземні рівні сполучені сходами.

## Гей-квартал

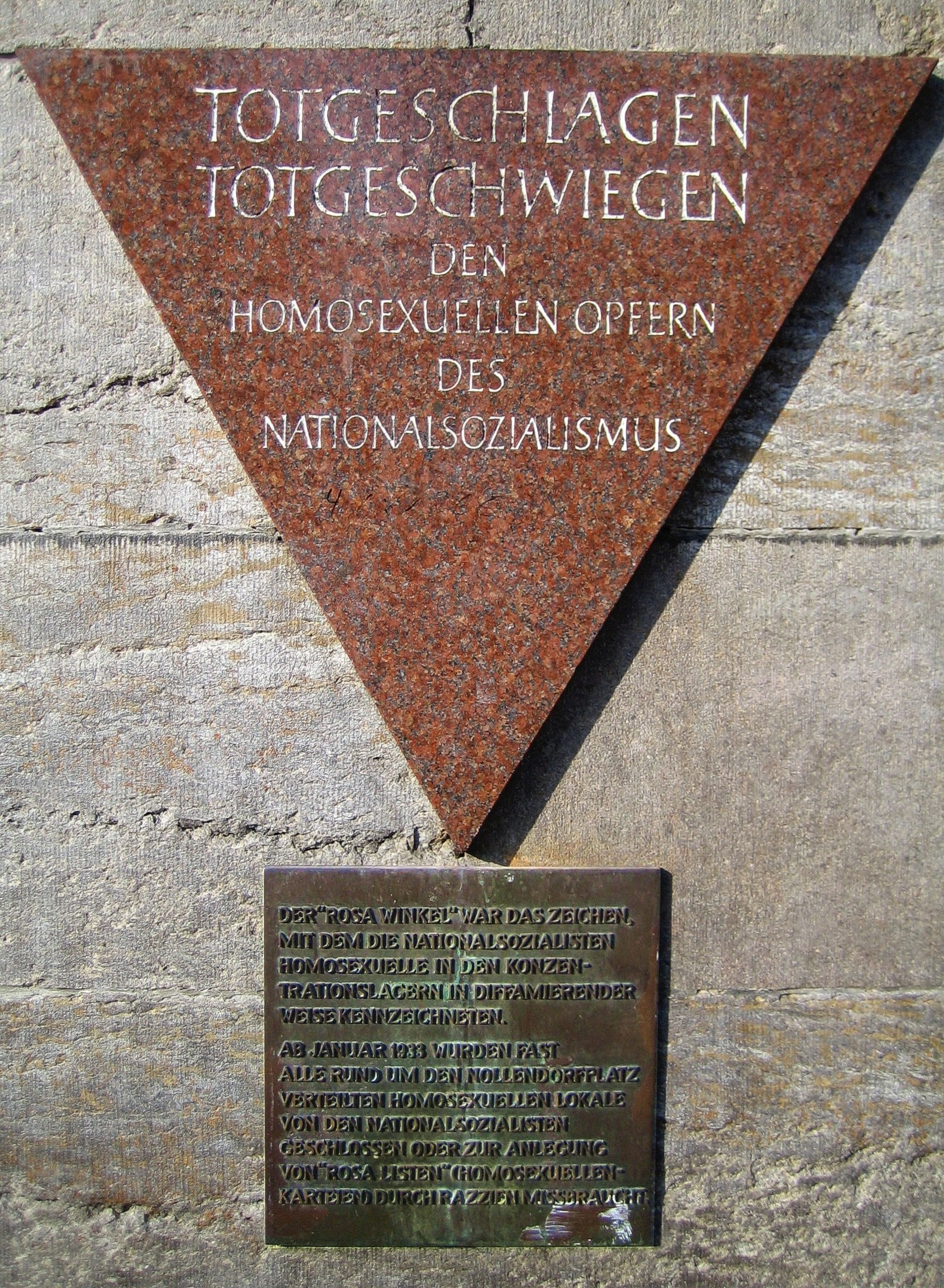
Меморіальна дошка «Рожевий трикутник»

Площа здавна є центром гей-життя Берліна. У кварталі, розташованому між вулицями Фуггер-штрасе (нім. Fuggerstraße), Моц-штрасе і площею Ноллендорф-плац знаходяться численні кафе, шинки, бари і магазини, орієнтовані виключно на гомосексуальну публіку. Розташований на площі клуб Goya кілька разів на тиждень проводить дискотеки для геїв. На площі розташований також інформаційно-консультаційний центр Mann-O-Meter, у якому не лише пропонується різна допомога гомосексуалам, але і влаштовуються різні розважальні заходи. Недалеко від площі розташований офіс Берлінського відділення Союзу геїв і лесбійок Німеччини.
З 1993 року в один з вікендів червня (за тиждень до проведення Берлінського гей-параду — Christopher Street Day) у цьому кварталі проводиться міське гей-лесбі-свято, що є сумішшю з інформаційної кампанії, шоу і ярмарку, до якого залучаються сотні тисяч туристів. У 2007 році це свято відвідало більше 420 тисяч відвідувачів.
У 1989 році за спільною ініціативою екуменістичної групи «Гомосексуали і церква» і берлінської ЛГБТ-організації AHA-Berlin при вході на вокзал Ноллендорф-плац була встановлена меморіальна дошка у вигляді рожевого трикутника, присвячена пам'яті гомосексуальних жертв нацизму.